# 明祥
明祥為中國清朝武官，本籍蒙古。明祥於1811年（嘉慶16年）奉旨接替羅卓，於台灣擔任台灣北路協副將。而隸屬台灣鎮之下的此官職是台灣清治時期中的這階段，台南以北之台灣中南部及北部的駐地最高武官將領。